# Studi di cavalli di Leonardo da Vinci
Il grande numero di Studi di cavalli di Leonardo da Vinci rappresenta una particolarità di questo straordinario artista che si interessava sia al singolo cavallo, sia al suo utilizzo in monumenti equestri, sia alla presenza attiva dei cavalli in battaglia.

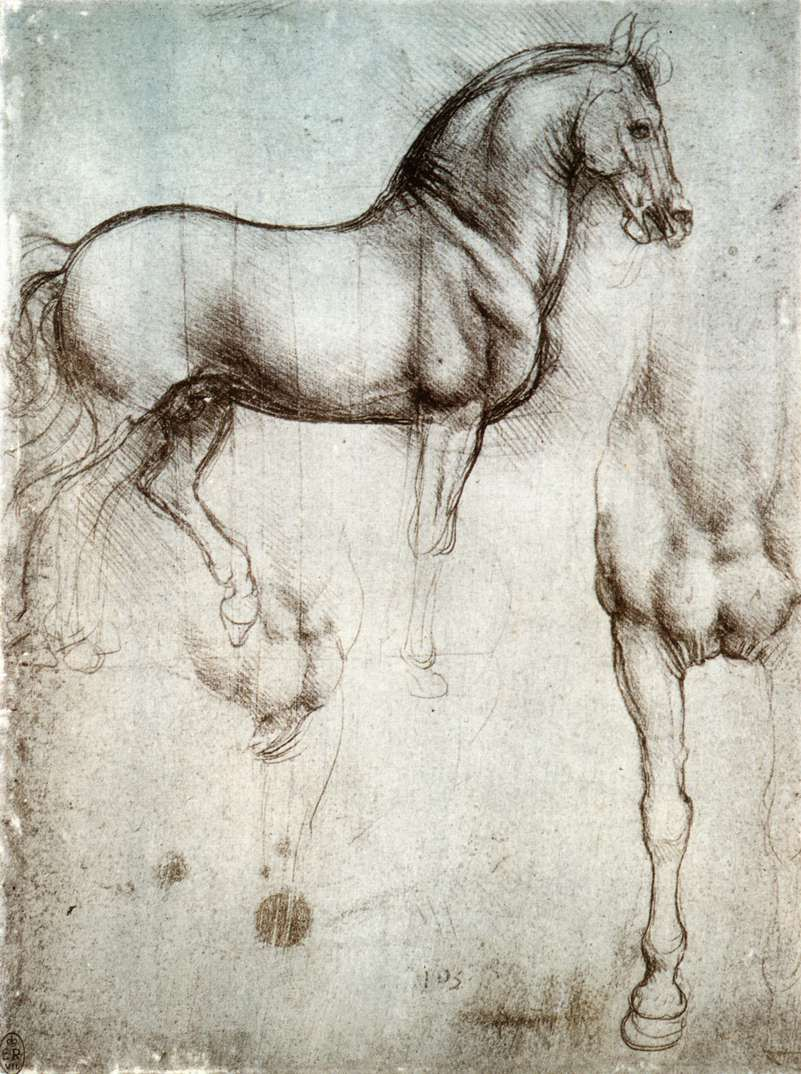
Leonardo da Vinci, Studio di cavallo

## Cavalli di Leonardo
Con il binomio Leonardo-cavallo il pensiero corre subito a due opere d'arte, grandiose e sfortunate: la pittura murale Battaglia di Anghiari e il Monumento equestre a Francesco Sforza, noto anche come Cavallo di Leonardo, che fu realizzato unicamente nel modello in creta. A questa statua equestre Leonardo dedicò cinque anni, dal 1489 al 1494. Disegnò due progetti di statua equestre: il primo con cavallo impennato (Windsor, foglio 12358r.) e l'altro con il cavallo al passo: progetto che il duca Ludovico il Moro preferì, perché la soluzione "a ponte" - cioè un cavallo impennato, con le zampe poggiate su un elemento immaginario - la ritenne troppo audace. La prima versione del progetto - descritta nei disegni Windsor - prevedeva studi complessi sull'equilibrio, perché il monumento era previsto autoportante; ma prevedeva anche un nuovo metodo di fusione, cioè in una sola colata. Il secondo progetto di Leonardo era un cavallo di gigantesche dimensioni, ma al passo.
Negli schizzi preparatori per la Battaglia di Anghiari, iniziati verso il 1503 - groviglio di uomini e di animali - si coglie, nei volti dei cavalieri e nei musi dei cavalli, stravolti dalla violenza e dalla morte, l'impatto di recenti studi di Leonardo nella fisiognomica; al contrario, nei disegni preparatori per il Monumento a Sforza la figura del cavaliere è appena sbozzata e il suo volto è poco visibile.
L'animale più presente nei disegni di Leonardo è proprio il cavallo, che è stato da lui disegnato anche indipendentemente da queste due opere famose. Il bestiario leonardesco non è stato del resto molto folto: altri animali presenti nella sua grafica sono il gatto, l'ermellino, l'orso, il leone, uccelli in volo e pochi altri.
Per i suoi disegni Leonardo si serviva a volte di carta azzurra (fogli Windsor), ruvida e di scarsa qualità. Disegnava con gesso nero o rosso, a punta d'argento e a penna. Per vergare appunti, schizzi e note adoperava anche carta usata. Dalla Fabbrica del Duomo di Milano prese vecchi registri, da cui estrasse i fogli bianchi o poco utilizzati e li adoperò per i propri appunti e disegni.
Numerosi sono i musei che conservano fogli leonardeschi con disegni di cavalli: il Museo Bonnat di Bayonne, lo Szépmuvészeti Muzeum di Budapest, il Museo di archeologia e antropologia dell'Università di Cambridge, il Gabinetto dei disegni e delle stampe degli Uffizi, il British Museum, i Codici Forster al Victoria and Albert Museum e la collezione Captain Colville a Londra, la Biblioteca Ambrosiana e la Collezione Rasini a Milano, la collezione John Nicholas Brown a Newport, la collezione della Christ Church di Oxford, la raccolta del barone Edmond de Rothschild di Parigi, la Biblioteca Reale di Torino, le Gallerie dell'Accademia di Venezia, la Royal Library del castello reale di Windsor che vanta il maggior numero di immagini leonardesche con cavallo. Nei fogli Windsor sono disegnati paesaggi con montagne e fiumi, i famosi Diluvi, caricature, profili e animali: cavalli soprattutto.

### Testa di cavallo
| Immagine | Titolo           | Data | Dimensioni | Tecnica e supporto | Collezione | N. inventario | Note |
| -------- | ---------------- | ---- | ---------- | ------------------ | ---------- | ------------- | ---- |
|          | Teste di cavallo | -    | -          | -                  | -          | -             | -    |

### Corpo del cavallo
| Immagine | Titolo                                                                        | Data       | Dimensioni | Tecnica e supporto               | Collezione                   | N. inventario | Note                                                                                                |
| -------- | ----------------------------------------------------------------------------- | ---------- | ---------- | -------------------------------- | ---------------------------- | ------------- | --------------------------------------------------------------------------------------------------- |
|          | Sette studi di cavalli, uno di gatto e cinque studi di san Giorgio e il drago | 1513-1515  | 29,8x21,2  | Gesso nero e inchiostro su carta | Royal Library, Codex Windsor | 12331         | Preparatorio anche per il San Giorgio dipinto per Urbino e oggi alla National Gallery di Washington |
|          | Studio di cavallo                                                             | 1490 circa | 25x18,7    | Punta d'argento su carta azzurra | -                            | -             | -                                                                                                   |

### Gambe di cavallo
| Immagine | Titolo                                  | Data       | Dimensioni | Tecnica e supporto                          | Collezione                                     | N. inventario | Note  |
| -------- | --------------------------------------- | ---------- | ---------- | ------------------------------------------- | ---------------------------------------------- | ------------- | ----- |
|          | Studio di gambe anteriori di cavallo    | 1490 circa | 21x28,6    | Punta d'argento e biacca su carta verde-blu | Biblioteca Reale, Torino                       | 15579         | [ 4 ] |
|          | Studio per gambe posteriori del cavallo | 1504-1506  | -          | Gesso rosso su carta                        | Royal Library, Codex Windsor                   | -             | -     |
|          | Studio di posteriore del cavallo        | 1593-1505  | 9×6        | -                                           | Victoria and Albert Museum, codice Forster III | 25r           | -     |

### Cavallo al galoppo
| Immagine | Titolo                                               | Data      | Dimensioni | Tecnica e supporto          | Collezione                   | N. inventario | Note                               |
| -------- | ---------------------------------------------------- | --------- | ---------- | --------------------------- | ---------------------------- | ------------- | ---------------------------------- |
|          | Due nudi virili su cavallo al galoppo e altre figure | 1503-1504 | 16,8x24    | Gesso rosso su carta bianca | Royal Library, Codex Windsor | 12340         | Forse per la Battaglia di Anghiari |

### Cavallo impennato
| Immagine | Titolo                                           | Data      | Dimensioni | Tecnica e supporto          | Collezione                   | N. inventario | Note |
| -------- | ------------------------------------------------ | --------- | ---------- | --------------------------- | ---------------------------- | ------------- | ---- |
|          | Cavallo impennato                                | 1485-1490 | 15,3x14,2  | Sanguigna e matita su carta | Royal Library, Codex Windsor | -             | -    |
|          | Studio per "Leda e il cigno" e cavallo impennato | 1503-1504 | 15,3x18,8  | Gesso nero su carta         | Royal Library, Codex Windsor | -             | -    |

### Cavallo e cavaliere
| Immagine | Titolo                        | Data       | Dimensioni | Tecnica e supporto  | Collezione                       | N. inventario | Note                                 |
| -------- | ----------------------------- | ---------- | ---------- | ------------------- | -------------------------------- | ------------- | ------------------------------------ |
|          | Studio di cavallo e cavaliere | 1504 circa | -          | Inchiostro su carta | Galleria dell'Accademia, Venezia | 255           | Forse è una copia di Battista Franco |
|          | Studi di cavaliere            | -          | -          | -                   | -                                | -             | -                                    |
|          | Cavallo e cavaliere           | -          | -          | -                   | Uffizi                           | -             | -                                    |

### Monumento equestre
| Immagine | Titolo                        | Data      | Dimensioni | Tecnica e supporto  | Collezione                   | N. inventario | Note  |
| -------- | ----------------------------- | --------- | ---------- | ------------------- | ---------------------------- | ------------- | ----- |
|          | Studio per monumento equestre | 1517-1518 | 27,8x18,4  | Gesso nero su carta | Royal Library, Codex Windsor | -             | -     |
|          | Studio per monumento equestre | -         | -          | -                   | -                            | -             | [ 7 ] |

#### Monumento a Sforza
| Immagine | Titolo                                                                     | Data       | Dimensioni | Tecnica e supporto               | Collezione                     | N. inventario | Note                                                   |
| -------- | -------------------------------------------------------------------------- | ---------- | ---------- | -------------------------------- | ------------------------------ | ------------- | ------------------------------------------------------ |
|          | Disegno per il monumento a Sforza                                          | 1493 circa | 21x15      | Inchiostro su carta              | Biblioteca nazionale di Spagna | -             | -                                                      |
|          | Nudo a cavallo che irrompe verso sinistra, calpestando un nemico prostrato | -          | 14,8x18,5  | Punta d'argento su carta azzurra | Royal Library                  | 12358         | Probabile studio per il Monumento a Sforza, 1489-1493. |

#### Monumento Trivulzio
| Immagine | Titolo                                                                                            | Data      | Dimensioni | Tecnica e supporto                       | Collezione                   | N. inventario | Note   |
| -------- | ------------------------------------------------------------------------------------------------- | --------- | ---------- | ---------------------------------------- | ---------------------------- | ------------- | ------ |
|          | Cavaliere e tre studi per il monumento equestre Trivulzio                                         | 1511-1512 | 28x19,8    | Inchiostro su carta                      | Royal Library, Codex Windsor | 12355         | [ 10 ] |
|          | Cavaliere per il monumento Trivulzio, su piedistallo e con sotto un sarcofago con figura giacente | 1511-1512 | 21,7x16,9  | Gesso rosso e inchiostro su carta bianca | Royal Library, Codex Windsor | 12356         | [ 11 ] |

### Battaglie con cavalieri
| Immagine | Titolo                                                                                | Data      | Dimensioni | Tecnica e supporto                               | Collezione    | N. inventario | Note   |
| -------- | ------------------------------------------------------------------------------------- | --------- | ---------- | ------------------------------------------------ | ------------- | ------------- | ------ |
|          | Carica di cavalleria, con cavallo che porta sul dorso una piattaforma con combattenti | 1515-1518 | 15x20,5    | Gesso rosso e carboncino su carta rosa preparata | Royal Library | 12332         | [ 12 ] |
|          | Studio per battaglia con cavalli                                                      | 1503-1504 | -          | Inchiostro su carta                              | Uffizi        | -             | -      |

#### Battaglia di Anghiari
| Immagine | Titolo                                            | Data      | Dimensioni | Tecnica e supporto                        | Collezione                       | N. inventario | Note                                                             |
| -------- | ------------------------------------------------- | --------- | ---------- | ----------------------------------------- | -------------------------------- | ------------- | ---------------------------------------------------------------- |
|          | Battaglia con cavalli                             | 1503-1504 | 14,5x15,2  | Inchiostro su carta                       | Gallerie dell'Accademia, Venezia | -             | [ 13 ]                                                           |
|          | Studio di battaglia con cavalli                   | 1503-1504 | 16x15,2    | Inchiostro su carta                       | Gallerie dell'Accademia, Venezia | -             | [ 14 ]                                                           |
|          | Cerchio di cavalieri alla "Battaglia di Anghiari" | 1503-1504 | 21,5x38,5  | Gesso nero su carta                       | Royal Library, Codex Windsor     | 12338         | [ 15 ]                                                           |
|          | Studio di cavalli per la "Battaglia di Anghiari"  | 1503-1504 | 19,6x30,8  | Gesso rosso, biacca e inchiostro su carta | Royal Library                    | 12326         | Sul verso diagrammi geometrici e appunti sulla testa del cavallo |

## Esposizioni
- Leonardo da Vinci, master draftsman, New York, Metropolitan Museum, 2003[17]
- Cosa vedeva Ariosto quando chiudeva gli occhi, Ferrara, Palazzo dei Diamanti, 2016-2017[18]